# Sweet Child
Sweet Child è un doppio album dei The Pentangle, pubblicato dalla Transatlantic Records nel novembre del 1968. Il disco, un doppio album appunto, con il primo disco registrato dal vivo il 29 giugno 1968 al London's Royal Festival Hall di Londra, Inghilterra, mentre il secondo disco fu registrato nell'agosto del 1968 all'IBC Studios di Londra, Inghilterra.

## Tracce
Lato A
1. Market Song – 3:35 (Bert Jansch, Danny Thompson, Jacqui McShee, John Renbourn, Terry Cox)
2. No More My Lord – 3:47 (Tradizionale, arrangiamenti di Bert Jansch, Danny Thompson, Jacqui McShee, John Renbourn, Terry Cox)
3. Turn Your Money Green – 2:10 (Furry Lewis)
4. Haitian Fight Song – 3:15 (Charles Mingus)
5. A Woman Like You – 3:57 (Bert Jansch)
6. Goodbye Pork Pie Hat – 3:34 (Charles Mingus)

Lato B
1. Three Dances – 4:44 (a) Claude Gervaise b) Tradizionale c) William Byrd)
2. Watch the Stars – 2:52 (Tradizionale, arrangiamenti di Jacqui McShee e John Renbourn)
3. So Early in the Spring – 2:55 (Tradizionale, arrangiamenti di Jacqui McShee)
4. No Exit – 2:05 (Bert Jansch, John Renbourn)
5. The Times Has Come – 2:56 (Ann Briggs)
6. Bruton Town – 6:11 (Tradizionale, arrangiamenti di Bert Jansch, Danny Thompson, Jacqui McShee, John Renbourn, Terry Cox)

Lato C
1. Sweet Child – 5:12 (Bert Jansch, Danny Thompson, Jacqui McShee, John Renbourn, Terry Cox)
2. I Loved a Lass – 2:40 (Tradizionale, arrangiamenti di Bert Jansch, Danny Thompson, Jacqui McShee, John Renbourn, Terry Cox)
3. Three Part Thing – 2:28 (Bert Jansch, Danny Thompson, John Renbourn)
4. Sovay – 2:48 (Tradizionale, arrangiamenti di Bert Jansch, Danny Thompson, Jacqui McShee, John Renbourn, Terry Cox)
5. In Time – 5:09 (Bert Jansch, Danny Thompson, John Renbourn, Terry Cox)

Lato D
1. In Your Mind – 2:15 (Bert Jansch, Danny Thompson, Jacqui McShee, John Renbourn, Terry Cox)
2. I've Got a Feeling – 3:35 (Bert Jansch, Danny Thompson, Jacqui McShee, John Renbourn, Terry Cox)
3. The Trees They Do Grow High – 3:48 (Tradizionale, arrangiamenti di Bert Jansch, Danny Thompson, Jacqui McShee, John Renbourn, Terry Cox)
4. Moon Dog – 2:40 (Terry Cox)
5. Hole in My Coal – 5:21 (Ewan MacColl)

Edizione doppio CD del 2001, pubblicato dalla Castle Music Records (CMDDD 132)
CD 1
1. Market Song – 4:23 (Cox, Jansch, McShee, Renbourn, Thompson)
2. No More My Lord – 4:05 (Brano tradizionale, arrangiamenti Cox, Jansch, McShee, Renbourn, Thompson)
3. Turn Your Money Green – 2:59 (Furry Lewis)
4. Haitian Fight Song – 3:52 (Charles Mingus)
5. A Woman Like You – 4:06 (Bert Jansch)
6. Goodbye Pork Pie Hat – 3:48 (Charles Mingus)
7. Three Dances: Brentzel Gay/La Rotta/The Earl of Salisbury – 4:57 (C. Gervaise/Brano tradizionale/W. Byrd)
8. Watch the Stars – 3:11 (Brano tradizionale, arrangiamenti Renbourn, McShee)
9. So Early in the Spring – 3:37 (Brano tradizionale, arrangiamenti McShee)
10. No Exit – 2:22 (Jansch, Renbourn)
11. The Time Has Come – 3:14 (Anne Briggs)
12. Bruton Town – 6:27 (Brano tradizionale, arrangiamenti B. Jansch, D. Thompson, J. McShee, J. Renbourn, T. Cox)
13. Hear My Call – 3:48 (Roebuck Pops Staples, Wesley Westbrooks) – Bonus Track
14. Let No Man Steal Your Thyme – 2:59 (Brano tradizionale) – Bonus Track
15. Bells – 4:45 (Cox, Jansch, McShee, Renbourn, Thompson) – Bonus Track
16. Travelling Song – 4:17 (Cox, Jansch, McShee, Renbourn, Thompson) – Bonus Track
17. Waltz – 6:00 (Cox, Jansch, Renbourn, Thompson) – Bonus Track
18. Way Behind the Sun – 2:59 (Cox, Jansch, Renbourn, Thompson) – Bonus Track
19. John Donne Song – 3:24 (John Renbourn) – Bonus Track

CD 2
1. Sweet Child – 5:15 (Cox, Jansch, McShee, Renbourn, Thompson)
2. I Loved a Lass – 2:44 (Brano tradizionale, arrangiamenti B. Jansch, D. Thompson, J. McShee, J. Renbourn, T. Cox)
3. Three Part Thing – 2:29 (Bert Jansch, John Renbourn, Danny Thompson)
4. Sovay – 2:51 (Brano tradizionale, arrangiamenti B. Jansch, D. Thompson, J. McShee, J. Renbourn, T. Cox)
5. In Time – 5:09 (Cox, Jansch, Renbourn, Thompson)
6. In Your Mind – 2:16 (Cox, Jansch, Renbourn, Thompson)
7. I've Got a Feeling – 4:29 (Cox, Jansch, McShee, Renbourn, Thompson)
8. The Trees They Do Grow High – 3:51 (Brano tradizionale, arrangiamenti B. Jansch, D. Thompson, J. McShee, J. Renbourn, T. Cox)
9. Moon Dog – 2:44 (Terry Cox)
10. Hole in the Coal – 5:23 (Ewan MacColl)
11. Hole in the Coal – 2:44 (Ewan MacColl) – Bonus Track - Alternate Version
12. The Trees They Do Grow High – 3:52 (Brano tradizionale, arrangiamenti Jansch, Thompson, McShee, Renbourn, Cox) – Bonus Track - Alternate Version
13. Haitian Fight Song – 4:19 (Charles Mingus) – Bonus Track - Studio Version
14. In Time – 4:39 (Cox, Jansch, Renbourn, Thompson) – Bonus Track - Alternate Version

- CD 1 - Brani registrati dal vivo il 29 giugno 1968 al London's Royal Festivall Hall di Londra, Inghilterra
- CD 2 - Brani registrati nell'agosto del 1968 all'IBC Studios di Londra, Inghilterra

## Musicisti
- Bert Jansch - chitarra acustica, voce
- John Renbourn - chitarra acustica, voce, arrangiamenti (brani: B1 e B2)
- Jacqui McShee - voce, arrangiamenti (brani: B2 e B3)
- Danny Thompson - contrabbasso
- Terry Cox - batteria, glockenspiel, voce, arrangiamenti (brano: B1)